# Řezníčkova vila
Dům zvaný Řezníčkova vila se nachází v okrese Semily v Libereckém kraji, v obci Hrubá Skála, v části Doubravice, čp. 37. Od 3. 5. 1958 je vila chráněna jako nemovitá kulturní památka. Národní památkový ústav ji uvádí pod názvem Vila Řezníčkova v katalogu památek pod rejstříkovým číslem ÚSKP 24145/6-2553.
Je pokládána za ojedinělou ukázku tvorby Jana Vejrycha, ve které se historizující formy zdařile doplňují s prvky lidové architektury a nastupující secese.

## Historie
Vilu si nechal postavit majitel pivovaru na Hrubé Skále Karel Řezníček na parcele v Doubravici nedaleko od svého podniku. Obrátil se na uznávaného českého architekta Jana Vejrycha, který bývá spojován především s obdobím novorenesance. Rozpočet stavby činil 16 000 zlatých.

## Popis
Vila je velká patrová stavba na půdorysu nepravidelného kříže. Má dvě boční křídla, každé s jednou okenní osou. Levé křídlo má navíc terasu, krytou dřevěným balkonem s lomenicí. Leží v jihovýchodní části rozsáhlé zahrady s parkovou úpravou.
Projekt zahrnoval i oplocení rozlehlé zahrady a stylovou vstupní bránu. Sedlové střechy byly původně pokryté břidlicí, kterou později vystřídal plech.
Průčelí je hned několik a zdobí je folklorní prvky – pavlače, verandy, lomenice a okenice, přičemž motivy jsou odvozeny z dřevěné architektury okolních vesnic. Východní průčelí vily má věž s dřevěným krytým ochozem, polygonální střechou a vížkou s lucernou a bání.
Objekt má několik podlaží; suterén, dvě obytná patra a podkroví s jedním pokojem, komorami a půdou. Vše propojuje schodiště tvarované do elipsy. Suterén poskytoval technické zázemí, nacházel se tam sklep, lednice, prádelna a byt zahradníka. Dvě obytná patra měla stejný půdorys: tři pokoje, salon, obývací pokoj s jídelnou a kuchyní, vše seskupeno kolem předsíně. K ložnici přiléhala lázeň, ke kuchyni pokoj pro služebné. Ve východním přístavku u schodiště byl záchod a příruční spíž.
Fasády tvoří kombinace dřeva, místního tesaného pískovce a hladkých omítek. Na vstupním východním průčelí je freska s českým patronem sv. Václavem na koni od L. Nováka. Interiéry byly laděny ve stejném stylu jako exteriér.

## Současné využití
V roce 1998 vilu pro obec koupil Bohuslav Jan Horáček ze Stuttgartu, rodák z Radvánovic, česko-německý podnikatel a pozdější turnovský mecenáš. Tehdejšími vlastníky byli dva restituenti: slovinský zubař Drag Zubalič Tykač a Jana Polášková-Kaucká. Dnes zde sídlí obecní úřad Hrubá Skála.
Vila slouží potřebám obce i okolí, je mimo jiné známá svatebními obřady. Zdejší obecní úřad jich zde například v roce 2007 na zámku Hrubá Skála a v Řezníčkově vile pod ním uspořádal celkem 111.

## Architekt
Architekt Jan Vejrych (1856 Branná u Jilemnice – 1926 Dobrá Voda u Březnice), absolvent architektury na pražské technice, je znám díky celá řadě novorenesančních, eklektických a secesních staveb zrealizovaných například v Chrudimi, Pardubicích, Jilemnici či v Semilech.